# 朱家房镇
朱家房镇，是中华人民共和国辽宁省沈阳市辽中区下辖的一个乡镇级行政单位。

## 行政区划
朱家房镇下辖以下地区：
朱家房社区、侯头沟社区、田家房村、永丰村、孙金村、深井子村、艾蒿沟村、大万村、白头沟村、腰截子村和高墙子村。